# Mortierella bainieri
Mortierella bainieri är en svampart som beskrevs av Costantin 1889. Mortierella bainieri ingår i släktet Mortierella och familjen Mortierellaceae.   Inga underarter finns listade i Catalogue of Life.